# Lutti
Lutti é uma comuna situada no Departamento de Calamuchita, Província de Córdoba, Argentina.
Está localizada no sudoeste do departamento, perto da fronteira com San Luis, totalmente inserida nas serras de Córdoba. A comuna é atravessada pelo córrego Lutti.

A única fonte de renda é o turismo, embora essa atividade seja pouco explorada.